# Купідон з колесом Фортуни
«Купідон з колесом Фортуни» (англ. Cupid with the Wheel of Fortune) — маловідомий твір італійського художника XVI століття Тіціана на декоративну тему.
На відміну від майстрів Флоренції та Риму, котрі наполягали на опануванні віртуозного малюнка та інтелектуальних пошуках, венеційські майстри зосередились на почуттях та пошуках в галузі колориту. Дослідники пов'язують це з розповсюдженням в Венеції XVI ст. настанов філософа Аристотеля, котрий наполягав на чуттєвому сприйнятті явищ дійсності, що нібито є початком всякого пізнання. Венеція в XVI столітті остаточно перетворилась на центр світової торгівлі і видатний друкарський і промисловий центр Італії та Європи. Венеційські купці торгували дивними виробами з кольорового скла, килимами арабських країн, коштовними тканинами і власно виробленими ювелірними виробами та мереживом. Венеція диктувала моду, як в XX ст. Париж, посіла місце серед найбагатших міст Італії та Європи. Все це надавало святам в Венеції і навіть їх побуту незрівнянну пишність, що вражала релігійних діячів і візитерів гріховністю, світськістю, марнотратством. Але пишний побут лише розпалював уяву венеційських художників, котрі охоче переносили і пишні свята, і венецінський побут багатого міста на численні картини. Пошуки в колориті взагалі стануть особливістю художньої венеційської школи, а колористично обдаровані художники поціновувались особисто. Не дивно, що тут були виховані такі визнані колористи, як Антонелло да Мессіна, Джованні Белліні, Джорджоне, Себастьяно дель Пйомбо, Лоренцо Лотто, низка венеційських мозаїчистів.
Були відомі венеційським майстрам і монохромні зображення на кшталт грізайлі. У XVI ст. серед відомих венеційських майстрів розповсюдилась своєрідна мода — пошуки в одному колориті. Митець цілеспрямовано обмежував власну палітру мінімумом фарб. У Тиціана це могли бути тільки чорна, низка сірих фарб і обмежена кількість білого. В живопис олійними фарбами ця техніка прийшла з малюнків. Художники використовували тонований синім чи рожевим папір, на якому чорним олівцем створювали композицію, а всі оживки робили білою крейдою.
Майстром працювати в подібній техніці був Тиціан, котрий 1520 року створив декоративну композицію «Купідон з колесом Фортуни». Життєрадісні картини митця нічим не відбились на похмурій, тривожній картині з Купідоном. Той намагається утримати рухливе колесо богині. Але містичний вітер роздмухав легке вбрання хлопчика і з темряви праворуч виринула потворна кістлява фігура, як натяк на нещастя тих, кого покинула Фортуна.
Тиціан був переважно станковістом та портретистом, тому майже не створював декоративних композицій. Майстром їх був його молодший сучасник, велетенські обдарований колорист — Паоло Веронезе. Але пошуки в одному колориті зацікавили і його.

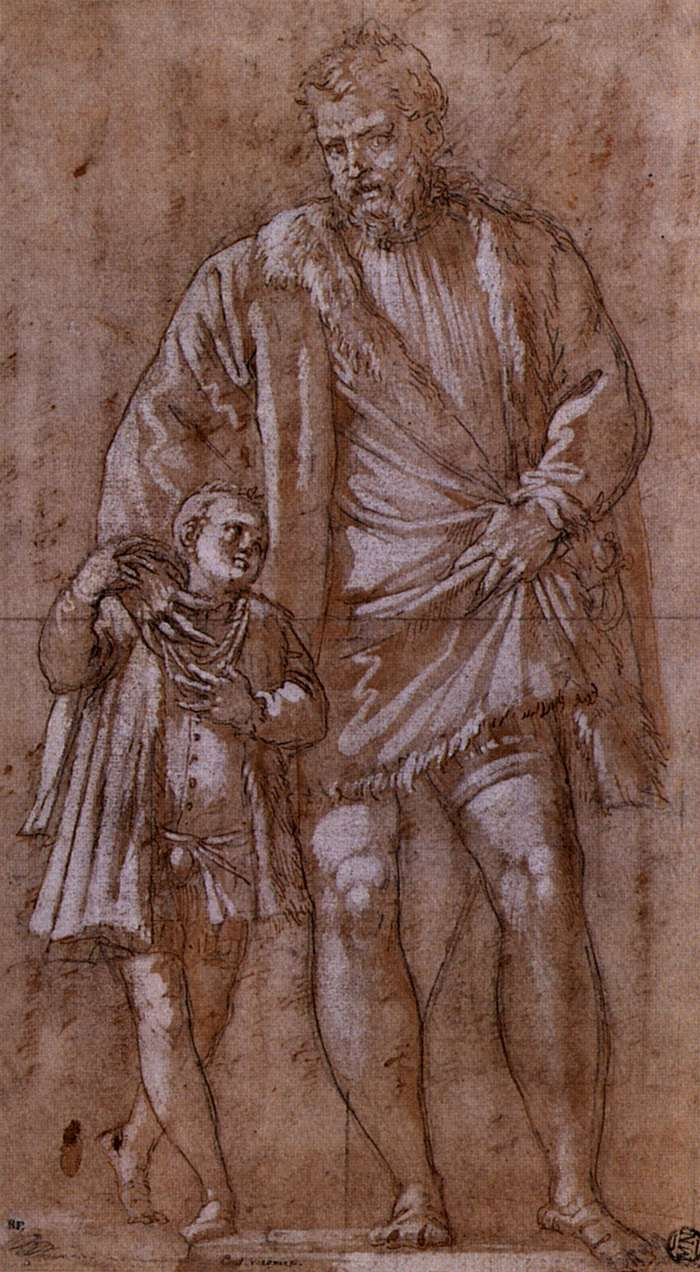
Паоло Веронезе, малюнок до портрета Ізеппо та Адріано да Порто, 1551, Лувр.
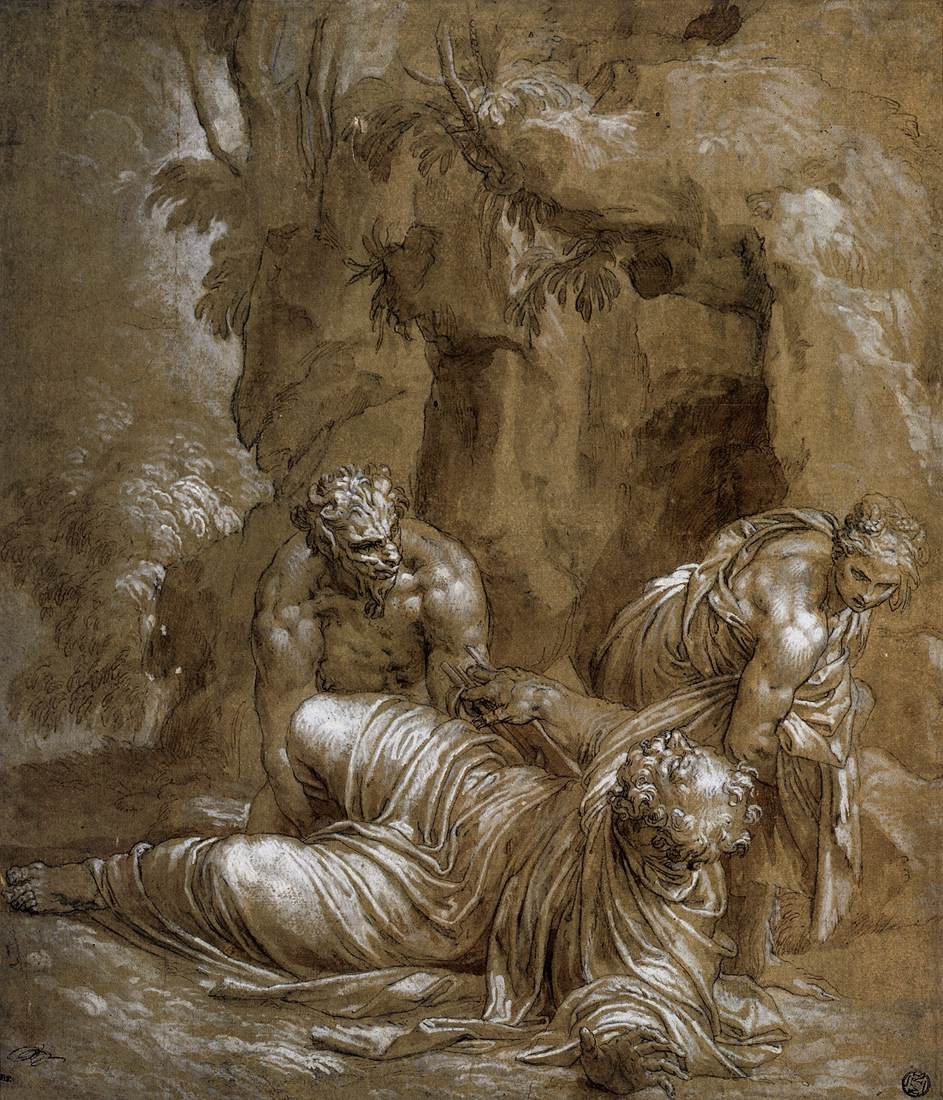
Паоло Веронезе, малюнок «Спокуси Св. Антонія», 1552, Лувр.

Веронезе створив низку малюнків в подібній техніці. Але почав звертатися до цієї техніки і в творах олійними фарбами. Так, за чотири роки до власної смерті, він створив велетенську картину (257 на 244 сантиметри) на сюжет «Христос воскрешає померлого Лазаря». Старанність виконання монохромної композиції була надзвичайною. В колориті серед чорних, сірих та білих фарб митець обмежено використав ще й темно червону, майже коричневу, що надала колориту картини тепло. Сам художник вважав цю композицію досить вдалою і поставив повний власний підпис, віднайдений при черговій реставрації. В творчому доробку Веронезе картина «Христос воскрешає померлого Лазаря» визнана безумовним шедевром пізнього періоду творчості художника.